# Kolva (přítok Višery)
Kolva (rusky Колва) je řeka v Permském kraji v Rusku. Je dlouhá 460 km. Plocha povodí měří 13 500 km².

## Průběh toku
Protéká převážně po západních svazích Severního Uralu. Ústí zleva do Višery (povodí Kamy) na 34 říčním kilometru.

## Vodní režim
Zdrojem vody jsou převážně sněhové srážky. Zamrzá na začátku listopadu a rozmrzá na konci dubna až na začátku května.

## Využití
Je splavná pro vodáky. Vodní doprava je možná při vysokém stavu do vzdálenosti 200 až 250 km od ústí. Na řece leží město Čerdyň.